# Wouldn't You Like It?
Wouldn't You Like It? è il terzo album in studio del gruppo musicale scozzese Bay City Rollers, pubblicato nel 1975.

## Tracce
Tutte le tracce sono di Eric Faulkner e Stuart "Woody" Wood, eccetto dove indicato.
Side 1
1. I Only Wanna Dance With You – 2:59
2. Don't Stop the Music – 2:49
3. Shanghai'd in Love – 3:29
4. Love Is... – 2:38
5. Maybe I'm a Fool to Love You – 3:55
6. Too Young to Rock & Roll – 2:17

Side 2
1. Give a Little Love (John Goodison, Phil Wainman) – 3:28
2. Wouldn't You Like It? – 3:14
3. Here Comes That Feeling Again – 3:41
4. Lovely to See You – 3:57
5. Eagles Fly – 3:04
6. Derek's End Piece – 2:34

## Formazione
- Les McKeown – voce
- Eric Faulkner – chitarre
- Stuart "Woody" Wood – chitarre
- Alan Longmuir – basso, voce (in Here Comes That Feeling Again)
- Derek Longmuir – batteria, voce (in Derek's End Piece)